# INDECT
INDECT (englisch Intelligent information system supporting observation, searching and detection for security of citizens in urban environment) war ein EU-Forschungsprojekt im Rahmen des 7. Forschungsrahmenprogramms im Bereich der „intelligenten Sicherheitssysteme“. Es lief von 2009 bis 2014. Hauptziel des Forschungsprojekts war es, eine zentrale Schnittstelle zu entwickeln, in der Überwachungsdaten aus vielen unterschiedlichen Quellen miteinander verknüpft und von Computerprogrammen automatisiert auf mögliche „Gefahren“ und „abnormes Verhalten“ untersucht werden können.
Einen charakteristischen Teil der „Testinstallation“, die im Rahmen des Forschungsprojekts entwickelt werden soll, bildet die umfassende Videoüberwachung des öffentlichen Raums. Dabei sollen Computer in den Bildern von Überwachungskameras und von fliegenden Drohnen vollautomatisch „abnormal“ handelnde Menschen erkennen können, und so einen Beitrag zur vorbeugenden Kriminalitätsbekämpfung leisten. Die so gewonnenen Daten sollten verknüpfbar sein mit Daten aus Chats und sozialen Netzwerken. Das Projekt wurde wegen seines Überwachungscharakters massiv kritisiert.

## Ziele
Ziel des Projektes war es, durch die automatisierte Auswertung von Bildern aus der Videoüberwachung des öffentlichen Raums und deren Verknüpfung mit Informationen aus dem Internet und einer Vielzahl weiterer Datenquellen auf automatische Weise strafrechtlich relevante Bedrohungen und Taten zu erkennen. Erreicht werden sollte dies vor allem durch die Bündelung und automatische, computergestützte Auswertung der Videodaten einer Vielzahl von Überwachungskameras in Echtzeit, um eine „präventive Polizeiarbeit“ zu ermöglichen. Dazu sollte unter anderem durch Software in den Videoüberwachungsbildern „abnormales Verhalten“ im öffentlichen Raum erkannt werden.
Dazu zählt, neben vielen anderen Kriterien, etwa „zu langes Sitzen“ oder „Auf-dem-Boden-Sitzen“ in einem öffentlichen Verkehrsmittel oder in einem Flughafen, oder das Verlieren des eigenen Gepäcks. Auf Überwachungsbildern als verdächtig identifizierte Personen sollen durch computergestützte Gesichtserkennung automatisch identifiziert und von ferngesteuerten fliegenden Drohnen mit Überwachungskameras automatisch und selbständig verfolgt werden.
Primäre Zielgruppen des Projekts sind Sicherheitsbehörden, Polizeibehörden und Gemeinden.

## Konzept
Ziel des INDECT-Projekts war die Bündelung von Hard- und Software verschiedener Überwachungstechnologien. Mittels „Predictive Analytics“ und „Relationship mining“ sollen Risiken analysiert und Straftaten vorhergesehen werden. Dazu setzt man einerseits auf die Überwachung des Internets mit Hilfe von Suchmaschinen zum schnellen Auffinden von Bildern und Videos mithilfe von digitalen Wasserzeichen sowie automatisierte Suchroutinen zur Aufspürung von beispielsweise Gewalt oder „abnormalem Verhalten“ sowohl im World Wide Web als auch im Usenet und in P2P-Netzwerken. Dabei wird auch versucht, die Computerlinguistik dahingehend weiterzuentwickeln, dass die Suchroutinen in der Lage sind, Beziehungen zwischen Personen sowie den Kontext einer Unterhaltung, z. B. in Chats, bei der Interpretation der Sprache mit einzubeziehen.
Darüber hinaus sollte die Polizei mit Hilfe von INDECT bewegliche Objekte und Subjekte (Personen) beobachten können. Dazu sollen auch Prototypen mobiler Geräte entwickelt werden. Für dieses mobile städtische Überwachungssystem (Mobile Urban Observation System) sollen fliegende Kameras – so genannte Unmanned Aerial Vehicles (UAV, auch Drohnen oder unbemannte fliegende Fahrzeuge genannt) wie etwa Quadrocopter – zum Einsatz kommen. Diese UAV sollen intelligent und autonom vernetzt werden und miteinander kooperieren, um verdächtige bewegliche Objekte oder Personen sowohl zu identifizieren als auch im städtischen Raum verfolgen zu können. Als verdächtig könnte damit bereits ein Rennen oder Flüchten auf öffentlichen Straßen bewertet werden.
Die daraus erhaltenen Daten sollten in einer Datenbank gespeichert und durch bereits vorhandene Daten ergänzt werden. Dazu gehören unter anderem die auf Grund der Vorratsdatenspeicherung erhobenen Kommunikationsdaten, Überwachungskameras, Handyortung, Gesichtserkennung und Telekommunikationsüberwachung.
Durch eine Vernetzung all dieser Informationsquellen können Menschen, die einmal durch anormales Verhalten auffallen, leicht überwacht werden. Beispielsweise könnte eine Person, die einen Videoclip mit illegalen Inhalten im WWW postet, über die automatischen Suchroutinen online überwacht und gegebenenfalls identifiziert werden. Fotos aus dem Personalausweis können verwendet werden, um mit Hilfe von Überwachungskameras, die zur Gesichtserkennung ausgestattet sind, die Person erkennen zu lassen. Alternativ oder zusätzlich dazu kann das Mobiltelefon der Zielperson mit Hilfe von GSM oder GPS geortet und die Person so rund um die Uhr überwacht werden.
Die Europäische Union finanzierte das Projekt mit 10,91 Mio. Euro; es lief von 2009 bis 2014. Die Gesamtkosten lagen bei knapp 15 Mio. Euro.

### Erkennung von „abnormalem Verhalten“
Regeln für die Erkennung von „abnormalem Verhalten“ in Überwachungskamera-Bildern:
Als Beispiele für „abnormales Verhalten“, das den automatisierten Auswahlregeln des Projekts zum Beispiel für die computergestützte Auswertung von Überwachungskameras zugrunde läge, nennt die kritische Initiative Stopp INDECT unter anderem:
- Rennen, Kämpfen oder zu schnelles Fahren auf öffentlichen Straßen,
- Auf-dem-Fußboden-Sitzen und „zu langes“ Sitzen, oder Vergessen des Gepäcks im öffentlichen Nahverkehr,
- sowie Vergessen des Gepäcks oder „zu langes“ Sitzen auf Flughäfen.

Ein weiteres Programm zur Erfassung abnormen Verhalten ist SAMURAI (Suspicious and Abnormal behaviour Monitoring Using a netwoRk of cAmeras & sensors for sItuation awareness enhancement)

## Erwartete Ergebnisse
Folgende Punkte werden als Ergebnisse des INDECT-Projekts erwartet:
- Testinstallation von Überwachungssystemen zur Gefahrenerkennung in großstädtischen Bereichen,
- Geräte zur mobilen Objektverfolgung,
- Erstellung einer Suchmaschine mit der Möglichkeit einer semantischen Suche in Dokumenten, basierend auf Wasserzeichen,
- System zur Verfolgung krimineller Aktivität und Gefahrenerkennung im Internet,
- Sicherstellen von Datensicherheit und Schutz der Privatsphäre durch den Einsatz von Wasserzeichentechnologien und kryptografischen Algorithmen.

## Beteiligte Organisationen
Am INDECT-Projekt arbeiteten mehrere Universitäten sowie Unternehmen aus verschiedenen EU-Ländern mit. Das deutsche BKA lehnte eine Beteiligung „aufgrund des umfassenden Überwachungsgedankens des Projektes“ ab.

### Akademische Partner
- Berg- und Hüttenakademie Krakau (Polen)
- Technische Universität Danzig (Polen)
- Institut polytechnique de Grenoble (Frankreich)
- Technische Universität Posen (Polen)
- Universität Carlos III zu Madrid (Spanien)
- Technische Universität Sofia (Bulgarien)
- Bergische Universität Wuppertal (Deutschland)
- University of York (Großbritannien)
- Technische Universität Ostrava (Tschechien)
- Technische Universität Košice (Slowakei)
- Fachhochschule Technikum Wien (Österreich)

### Unternehmen aus Deutschland und Österreich
- Innotec Data GmbH (Deutschland)
- X-Art ProDivision (Österreich)[4][12]
- PSI AG (Deutschland)

## Kritik
In den Medien, von Bürgerrechtsorganisationen, Datenschützern und unabhängigen Fachleuten wurde das Projekt massiv kritisiert und häufig auf den Orwell’schen Charakter hingewiesen, in Anlehnung an den bekannten Roman 1984 von George Orwell, in dem ein allgegenwärtiger, allmächtiger und diktatorischer Überwachungsstaat mit überall präsenten Überwachungskameras geschildert wird.
Eine als Reaktion auf die massive Kritik eingesetzte projektbezogene Ethikkommission wurde teilweise wegen ihrer angeblich polizei- und industrienahen Zusammensetzung kritisiert. Die Kommission stellte im März 2011 fest, dass das Projekt „voll den ethischen Grundsätzen und Bestimmungen der EU entsprechen würde.“ In ihrer Stellungnahme hieß es, dass durch die projektgemäße Automatisierung der Auswertung der Videobilder das Risiko des Missbrauchs der Daten geringer und dadurch letztlich die „Rechte des Individuums gestärkt“ würden.
Die britische Zeitung The Daily Telegraph schrieb im Zusammenhang mit INDECT von einem Orwell’schen Plan.
Die Zeit bezeichnet das Projekt als den Traum der EU vom Polizeistaat, in dem Begriffe wie Unschuldsvermutung oder gerichtsfester Beweis keine Bedeutung mehr haben.
In einem am 5. Dezember 2009 im Rahmen der Nachrichtensendung Zeit im Bild ausgestrahlten Beitrag mit dem österreichischen Datenschützer Hans Gerhard Zeger sagte er,  die technische Überwachung würde den Heuhaufen an Datenschrott vergrößern und man würde die Nadel, also den gefährlichen Verbrecher nämlich, immer schwerer finden.
Thilo Weichert, Leiter des Unabhängigen Datenschutzzentrums Schleswig-Holstein, räumt ein: Man kann nichts gegen die Grundidee sagen, technische Mittel zur Effektivierung der Tätigkeit von Sicherheitsbehörden einzusetzen, das Projekt INDECT jedoch stehe konzeptionell mit europäischem und deutschem Datenschutz- und Verfassungsrecht im Widerspruch.
Besonders kritisiert wurde, dass Teile des Projekts der Geheimhaltung unterliegen. Im September 2010 wurden die Geheimhaltungsvorschriften weiter verschärft. Ein Ethikrat entscheidet seitdem über die Veröffentlichung von Informationen, die das INDECT-Projekt betreffen.

### Ethikkommission
Am 15. März 2011 wurde das Projekt durch eine Ethikkommission aus Experten aus Österreich, Frankreich, den Niederlanden und England überprüft. Dabei wurden keine Verletzungen ethischer Grundsätze festgestellt. Die Kommission bestätigte, dass alle Forschungsaktivitäten im Rahmen des Programms voll den ethischen Grundsätzen und Bestimmungen der EU entsprechen würden.
So stellte die Ethikkommission in ihrer Stellungnahme fest:

“The algorithms and methodologies underlying the project rely primarily on previously available, usually public, information sources. These include monitoring cameras, public Web pages, etc. The research covered by the INDECT grant, will not consider processing of highly sensitive material, such as telephone intercept, VoIP, etc.”

„Die dem Projekt zu Grunde liegenden Algorithmen und Methoden basieren in erster Linie auf bereits verfügbaren, in der Regel öffentlichen Informationsquellen. Dazu zählen Überwachungskameras, öffentliche Web-Seiten, etc. Hochsensible Daten wie abgehörte Telefongespräche oder VoIP-Telefonie-Gesprächsdaten usw. werden nicht im Rahmen des Projekts erfasst.“

Projektziel sei vielmehr, den Auswertungsprozess für die vielfältig erhobenen Daten (etwa aus Überwachungskameras und aus dem Internet) „automatischer“ zu machen, wodurch das Risiko menschlicher Fehler ausgeschaltet und eine „informiertere Entscheidungsfindung (informed decision making) möglich“ würde. Zudem würde durch die Automatisierung der Auswertung das „Risiko des Missbrauchs der Daten geringer“ und dadurch letztendlich die „Rechte des Individuums gestärkt“; Polizeibeamte könnten als Ergebnis sinnvollere Frontarbeit tun, als ständig vor Videoüberwachungsanlagen (CCTV) für den öffentlichen Raum zu sitzen:

“The main objective of INDECT research is to make the monitoring and search process (and procedures) more automatic. This will ultimately allow for more informed decision-making. The value that will be added by deployment of INDECT research outcomes is that existing systems would operate with less human intervention, which will lower the level of subjective assessment and the number of human mistakes. This means less staff will be required for supervision of surveillance activities (e.g. monitoring of CCTV camera networks). This will resulting in less opportunities for illegitimate use of such information, or for human error to result in violations of the rights of the individual. There will also be economic benefits, in terms of the reduced staffing requirements. Police officers could be freed up to carry out frontline policing tasks.”

Vor dem EU-Parlament wurden die Ergebnisse der Begutachtung durch die Kommission in der Diskussion um den Bericht über die Zwischenbewertung des 7. Rahmenprogramms vom polnischen Abgeordneten Paweł Kowal (PJN/ECR) vorgetragen.